# Lionel Jeffries
Charles Lionel Jeffries (10 de junho de 1926 - 19 de fevereiro de 2010) foi um roteirista, ator e diretor de cinema inglês.

## Carreira
Ele treinou na Royal Academy of Dramatic Art. Ele entrou para o repertório no David Garrick Theatre, Lichfield, Staffordshire por dois anos e apareceu nas primeiras peças da televisão britânica. Jeffries construiu uma carreira de sucesso nos filmes britânicos principalmente em papéis de personagens cômicos e como era prematuramente careca, muitas vezes interpretou personagens mais velhos do que ele, como o papel de pai de Caractacus Potts (interpretado por Dick Van Dyke) no filme Chitty Chitty Bang Bang (1968), embora Jeffries fosse seis meses mais novo que Van Dyke.
Sua carreira de ator atingiu o auge na década de 1960, com papéis principais em outros filmes como Two-Way Stretch (1960), The Trials of Oscar Wilde (1960), Murder Ahoy! (ao lado de Margaret Rutherford), First Men in the Moon (1964) e Camelot (1967).
Jeffries começou a escrever e dirigir filmes infantis, incluindo uma versão bem conceituada de The Railway Children (1970) e The Amazing Mr Blunden (1972). Ele era membro da British Catholic Stage Guild. 
Jeffries teve uma atitude negativa em relação à televisão e evitou o meio por muitos anos. Ele relutantemente apareceu na televisão como ator no drama de Dennis Potter, em 1980, na London Weekend Television, Cream in My Coffee, e percebeu que os valores da produção televisiva agora eram pouco diferentes daqueles da indústria cinematográfica; como resultado, ele desenvolveu uma carreira tardia na televisão. Ele apareceu em um episódio da comédia dramática Thames Television / ITV Minder em 1983 como Cecil Caine, um viúvo excêntrico, e em um episódio do Inspetor Morse em 1990 (Central Television / Zenith / ITV).
Ele estrelou como Tom (Thomas Maddisson) na comédia de situação Thames / ITV Tom, Dick e Harriet com Ian Ogilvy e Brigit Forsyth. Durante a filmagem com Ogilvy para um episódio de 1983, uma manobra envolvendo um carro e um lago deu muito errado, terminando com Jeffries apenas conseguindo sair pela janela dianteira do carro antes que o veículo afundasse em 15 metros de água.

## Aposentadoria e morte
Jeffries se aposentou como ator em 2001 e sua saúde piorou nos anos seguintes. Ele morreu em 19 de fevereiro de 2010 em uma casa de repouso em Poole, Dorset. Ele sofria de demência vascular nos últimos doze anos de sua vida.

## Filmografia completa

### Como ator
- Stage Fright (1950) - Bald RADA (sem créditos)
- Will Any Gentleman...? (1953) - Mr. Frobisher
- The Black Rider (1954) - Martin Bremner
- The Colditz Story (1955) - Harry Tyler
- The Quatermass Xperiment (1955) - Blake
- No Smoking (1955) - George Pogson
- All for Mary (1955) - Maitre D', Hotel
- Windfall (1955) - Arthur Lee
- Jumping for Joy (1956) - Bert Benton
- Bhowani Junction (1956) - Lt. Graham McDaniel
- The Baby and the Battleship (1956) - George
- Eyewitness (1956) - Man in Pub
- Lust for Life (1956) - Dr. Peyron
- High Terrace (1956) - Monkton
- Up in the World (1957) - Wilson
- The Man in the Sky (1957) - Keith
- Doctor at Large (1957) - Dr. Hatchet
- Hour of Decision (1957) - Elvin Main
- The Vicious Circle (1957) - Geoffrey Windsor
- Barnacle Bill (1957) - Garrod
- Blue Murder at St Trinian's (1957) - Joe Mangan
- Dunkirk (1958) - Colonel - Medical Officer
- Charles and Mary (1958, TV Movie) - George Dyer
- Up the Creek (1958) - Steady Barker
- The Revenge of Frankenstein (1958) - Fritz
- Law and Disorder (1958) - Major Proudfoot
- Orders to Kill (1958) - Interrogador
- Girls at Sea (1958) - Harry
- Behind the Mask (1958) - Walter Froy
- Further Up the Creek (1958) - Steady Barker
- Nowhere to Go (1958) - Pet Shop Clerk (sem créditos)
- Idle on Parade (1959) - Bertie
- The Nun's Story (1959) - Dr. Goovaerts
- Bobbikins (1959) - Gregory Mason
- Please Turn Over (1959) - Ian Howard
- Two-Way Stretch (1960) - Chief P.O. Crout
- Jazz Boat (1960) - Sergeant Thompson
- Life is a Circus (1960) - Genie
- Let's Get Married (1960) - Marsh
- The Trials of Oscar Wilde (1960) - John Sholto Douglas, Marquis of Queensberry
- Tarzan the Magnificent (1960) - Ames
- Fanny (1961) - Monsieur Brun
- The Hellions (1961) - Luke Billings
- Operation Snatch (1962) - Evans
- Mrs. Gibbon's Boys (1962) - Lester Gibbons
- The Notorious Landlady (1962) - Inspetor Oliphant
- Kill or Cure (1962) - Det. Insp. Hook
- The Wrong Arm of the Law (1963) - Inspetor Fred 'Nosey' Parker
- Call me Bwana (1963) - Ezra
- The Scarlet Blade (1963) - Col. Judd
- The Long Ships (1964) - Aziz
- First Men in the Moon (1964) - Cavor / Joseph Cavor
- Murder Ahoy! (1964) - Cap. Sydney De Courcy Rhumstone
- The Truth About Spring (1965) - 'Cark' / Cark
- You Must Be Joking! (1965) - Sgt. Maj. McGregor
- The Secret of My Success (1965) - Insp. Hobart / Baron von Lukenberg / The Earl of Aldershot / President Esteda
- The Spy with a Cold Nose (1966) - Stanley Farquhar
- Drop Dead Darling (1966) - Parker
- Oh Dad, Poor Dad, Mamma's Hung You in the Closet and I'm Feelin' So Sad (1967) - Comandante do Aeroporto
- Camelot (1967) - King Pellinore
- Jules Verne's Rocket to the Moon (1967) - Sir Charles Dillworthy
- Chitty Chitty Bang Bang (1968) - Grandpa Potts
- 12 + 1 (1969) - Randomhouse
- Twinky (1970) - Solicitor
- Eyewitness (1970) - Grandpa
- The Railway Children (1970) - Malcolm (sem créditos)
- Whoever Slew Auntie Roo? (1972) - Inspetor Ralph Willoughby
- Royal Flash (1975) - Kraftstein
- What Changed Charley Farthing? (1976) - Houlihan
- Wombling Free (1978) - Womble (voz)
- The Prisoner of Zenda (1979) - General Sapt
- Cream in My Coffee (1980, TV Movie) - Bernard Wilsher
- Better Late Than Never (1983) - Bertie Hargreaves
- Abel's Island (1988) - Gower (voz)
- Danny, the Champion of the World (1989, TV Movie) - Mr. Snoddy
- A Chorus of Disapproval (1989) - Jarvis Huntley-Pike
- First and Last (1989, TV Movie) - Laurence
- Ending Up (1989)
- Jekyll & Hyde (1990, TV Movie) - Pai de Jekyll
- Heaven on Earth (1998, TV Movie) - Isaac Muller

### Como escritor ou diretor
- The Railway Children (1970) - diretor e roteirista
- The Amazing Mr. Blunden (1972) - diretor e roteirista
- Baxter! (1973) - director
- Wombling Free (1977) - diretor e roteirista
- The Water Babies (1978) - diretor e redator de material adicional
- Nelson's Touch (1979 short) - roteirista